# Elba Ramalho
Elba Ramalho, (Conceição, 17 de agosto de 1951), es una cantautora, poeta y actriz brasileña. Se le conoce popularmente como "La Reina del Forró". En adición a su exitosa carrera como solista, Elba ha trabajado con varios artistas de su país, incluyendo a Alceu Valença, Cátia de França y a su primo, el cantautor Zé Ramalho. Sus géneros destacados son la música popular brasileña, la salsa y el forró.

## Discografía
- (1979) Ave de prata, Epic/CBS — LP
- (1980) Capim do vale, Epic/CBS — LP
- (1981) Elba, CBS — LP
- (1982) Alegria, Ariola — LP
- (1983) Coração brasileiro, Ariola — LP
- (1984) Fogo na mistura, Ariola LP
- (1985) Do jeito que a gente gosta, Ariola — LP
- (1986) Remexer, Ariola — LP
- (1987) Elba, Ariola — LP
- (1988) Fruto, Ariola — LP
- (1989) Popular brasileira, Ariola — LP
- (1990) Ao vivo, Ariola — LP
- (1991) Felicidade urgente, Ariola — LP
- (1992) Encanto, Ariola — LP
- (1993) Devora-me, Ariola — LP
- (1995) Paisagem, BMG — CD
- (1996) Leão do Norte, BMG — CD
- (1996) Grande encontro, BMG — CD
- (1997) Grande encontro 2, BMG — CD
- (1998) Flor da Paraíba, BMG — CD
- (1999) Solar, BMG —CD
- (2000) O grande encontro 3, BMG — CD
- (2001) Cirandeira, BMG — CD
- (2002) Elba canta Luiz, BMG — CD
- (2003) Elba ao vivo, BMG — CD
- (2005) Elba e Dominguinhos ao vivo, BMG — CD
- (2007) Qual o Assunto Que Mais Lhe Interessa? — CD
- (2009) Balaio de Amor — CD